# Final Fantasy IX
Final Fantasy IX (ファイナルファンタジーIX Fainaru Fantajī nain?)   es un videojuego de rol realizado por la empresa japonesa Squaresoft en 2000. Esta es la novena entrega del juego y el último capítulo de la saga realizado para la consola PlayStation. En esta ocasión, Squaresoft preparó un capítulo con el que pretendía volver a los orígenes de la saga, mostrándonos un mundo clásico entre lo medieval y lo fantástico.
Hironobu Sakaguchi se implicó especialmente en esta entrega y llegó a declarar que este capítulo era tal como le habría gustado que fueran los Final Fantasy antiguos, introduciendo multitud de homenajes y guiños continuos, así como un retorno espiritual al sistema de clases y combate más clásico[cita requerida].
Tal como entonces, Yoshitaka Amano estuvo completamente a cargo del diseño y concepto de personajes, aunque luego los diseños finales de los personajes fueran adaptados por Toshiyuki Itahana.
Más de una década después de su lanzamiento, el 31 de diciembre de 2015, Square Enix anunció que llegarían versiones remasterizadas para Windows, Android e iOS en 2016.
En la conferencia de Sony en la Tokyo Game Show de 2017, se anunció oficialmente que el título llegará a la PlayStation Store de PlayStation 4 el 19 de septiembre de 2017, con el característico sistema de trofeos de PlayStation 4, avatares para el usuario y un tema dinámico de fondo para el sistema.
El 21 de junio de 2021, se anunció que Final Fantasy IX se adaptará a una serie animada producida por Square Enix y Cyber Group Studios .

## Trama

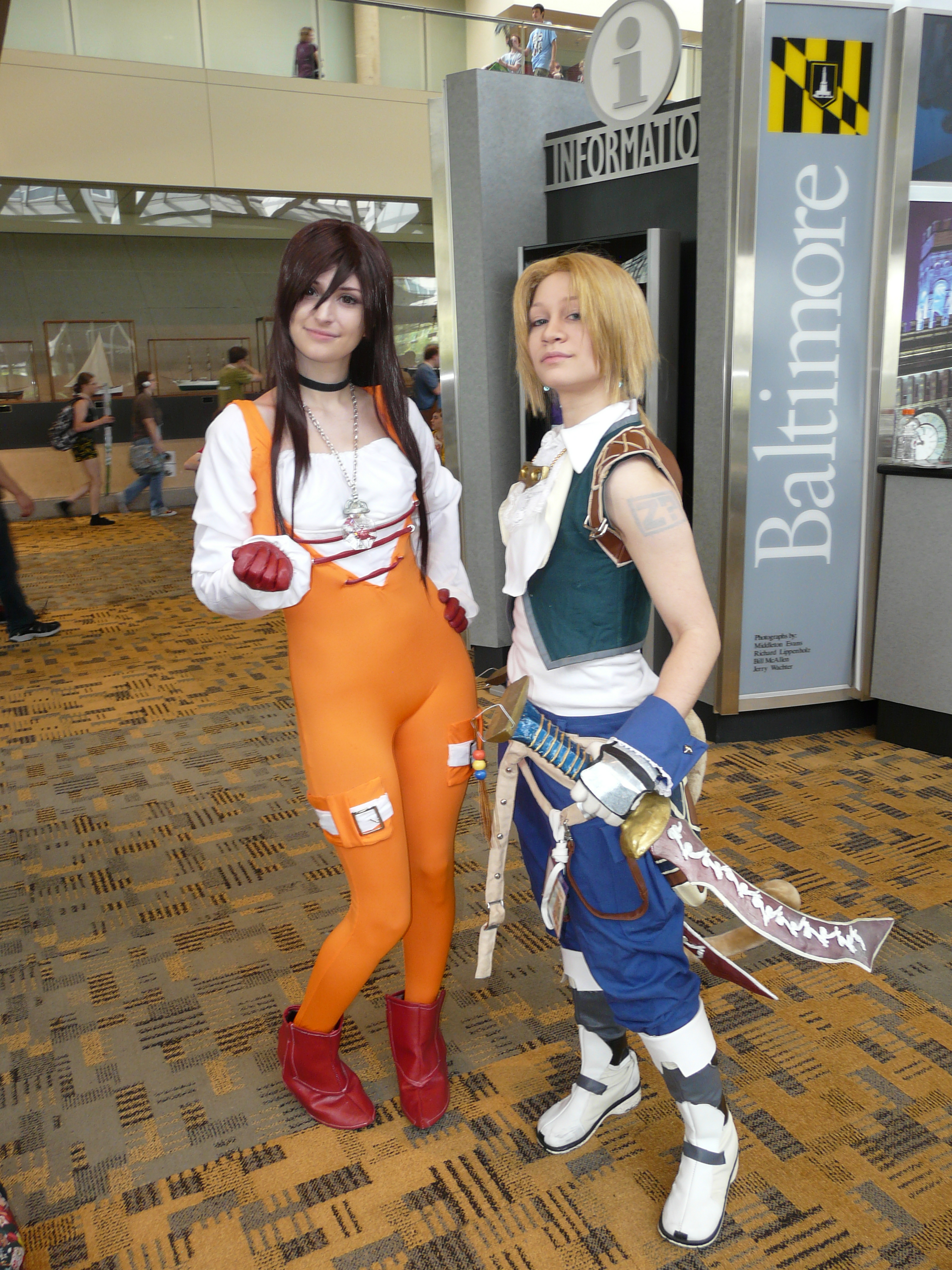
Personas disfrazadas de Yitán y Garnet

Final Fantasy IX comienza con Yitán y la banda de teatro de Tántalus secuestrando a la princesa Garnet von Alexandros de Alexandria durante la celebración de su decimosexto cumpleaños. Para su sorpresa, el grupo se entera de que la princesa, preocupada por el extraño comportamiento de su madre, la reina Brahne, en realidad quiere escapar hacia el reino de Lindblum para encontrarse con el regente Cid, un buen amigo de su ya fallecido padre; y en orden de hacer eso tenía planeado fugarse con el grupo de teatro. El Prima Vista, la nave de la banda de teatro es atacada por la guardia real durante su escape y debe hacer un aterrizaje forzoso en el Bosque Oscuro, obligando a Yitán a continuar su viaje hacia Lindblum sin el resto de la banda de Tántalus. Yitán y Garnet son acompañados por Vivi (un enigmático mago negro) y Steiner (el capitán del Batallón Pluto de Alexandria), quienes se vieron envueltos con el grupo de Tántalus durante su escape del castillo. Durante su viaje, Garnet adopta el alias de "Dagger" y se esfuerza para mezclarse con los campesinos y sus costumbres. En el pueblo fronterizo de Dali, el grupo descubre una fábrica que está creando magos negros guerreros sin alma para que el reino de Alexandria haga uso de ellos. Mientras, tres poderosos seres llamados Vals Negros son enviados por Brahne para que recuperen a Garnet por la fuerza, pero sus intentos son en vano.
Una vez en Lindblum, Yitán se encuentra con una vieja conocida del reino de Burmecia, llamada Freija y juntos deciden participar del Festival de la Gran Cacería de Lindblum. Garnet logra contactarse con el Gran Duque Cid Faboule IX, quien fue transformado en un Bicho Buri por su propia esposa, Hilda, debido a su comportamiento mujeriego. Deseando proteger a Garnet de las intenciones oscuras de su madre, él le ordenó a Tántalus que la secuestrara. Cuando el grupo recibe la noticia de que Alexandria ha invadido Burmecia, Freija decide investigar la situación con la ayuda de Yitán y Vivi, mientras que Garnet y Steiner se dirigen hacia Alexandria para convencer a Brahne de que detenga la guerra. Sin embargo, ambos grupos son incapaces de detener las ambiciones de Brahne. Garnet por su parte es despojada a la fuerza de sus Eidolons (las invocaciones), los cuales son utilizados por Brahne para destruir Cleyra (el lugar sagrado que servía de refugio a la gente de Burmecia) para después atacar Lindblum, forzando a Cid a rendirse. Yitán, Freija y Vivi, tras presenciar la destrucción de Cleyra a manos de la invocación Odín, se dirigen hacia Alexandria donde rescatan a Garnet, logran obtener la confianza de la Generala de Alexandria Beatrix, con la que se habían enfrentado en anteriores ocasiones dando lugar a una derrota por parte de Yitán y los demás, y regresan a Lindblum.
Después de estos eventos, Cid le revela al grupo información acerca del enigmático Kuja, el contrabandista de armas de la reina Brahne. El grupo decide entonces viajar hacia el Continente Externo, donde se ubicaría el cuartel de Kuja, en concreto el palacio de Kuja, a través de túnel subterráneo denominado el pasaje de los fósiles con la ayuda de Quina. En este continente, conocen a una joven invocadora llamada Eiko, quien asume ser la última sobreviviente de la aldea de los invocadores de Madain Sari. También descubren a un grupo de magos negros que han obtenido conciencia y que viven en una aldea. Su camino tras las pistas de Kuja los conduce hasta las cercanías del Árbol Iifa, una entidad que emite niebla que estimula el comportamiento agresivo de combate. Descubren como Kuja utiliza esa misma niebla para crear a los magos negros. El grupo decide derrotar al núcleo del Árbol Iifa y de esta forma detener el flujo de niebla.
Cuando el grupo regresa a Madain Sari, deben enfrentarse con Amarant, un cazarrecompensas contratado por Brahne para capturar a Garnet. Paulatinamente, Garnet comienza a entender que ella también es una invocadora de Madain Sari. Amarant se une al grupo por sus propias razones.
De regreso en el Árbol Iifa, Garnet logra apropiarse de la invocación Leviatán, pero de nada le sirve ya que es una invocación de elemento Agua. Luego aparece una sencuencia en la que se puede presenciar como Brahne se ha vuelto contra Kuja e intenta asesinarlo por medio de la invocación Bahamut. Sin embargo, Kuja hace uso de la nave El Invencible para hacerse con el control del eidolon, matar a Brahne y derrotar a su ejército.
El grupo hace su regreso al reino de Alexandria y Garnet es coronada reina. Tras esto, Kuja realiza un ataque sobre el reino con Bahamut. Eiko va en auxilio de Garnet y juntas invocan al eidolon legendario Alejandro, quien mora en el interior del castillo del reino. Alejandro extiende sus alas y protege al castillo de los poderosos ataques de Bahamut. Finalmente, Alejandro logra derrotar a Bahamut, momento en el que Kuja trata de hacerse con el control del eidolon por medio de El Invencible. Pero sus planes no logran concretarse debido a la aparición de un viejo misterioso llamado Garland, quien destruye a la invocación Alejandro así como parte del castillo.
Kuja, que aún intenta hacerse con el control de un eidolon suficientemente poderosos como para derrotar a Garland, centra su atención en la joven Eiko. Más tarde, el grupo se entera del Palacio del Desierto de Kuja y decide realizar un ataque sorpresivo. Sin embargo, Kuja logra aprisionar al grupo y escapar con Eiko para extraer sus eidolons. Es durante el intento de extracción, que el compañero Moguri de Eiko, hace uso del Trance (una extraña transformación manifestada al recibir muchos daños enemigos potenciando las habilidades del luchador) para adoptar su verdadera forma, el Eidolon Madine, y de esta forma detener el proceso. Habiendo presenciado las posibilidades del poder del Trance, Kuja escapa para proseguir en sus intentos de derrotar a Garland. El grupo rescata a Eiko y también descubren a Hilda, quien regresa a Cid a su forma humana. De esta forma, es capaz de diseñar una nave para el grupo que no necesite niebla como una fuente de poder, esta nave es llamada Hildagarde IV en honor a Hilda. El casco de esta nave es el antiguo barco Blue Narciss, nave que usaron para viajar anteriormente.
Con la ayuda de Hilda, el grupo descubre que Kuja es en realidad un habitante de otro mundo, conocido como Terra, y deciden ir en su búsqueda a través de un portal que conecta a ambos mundos. Una vez en Terra, en el pueblo de Bran Bal se revela que Garland fue creado por la gente de Terra para llevar a cabo el proceso en el cual Terra asimilará a Gaia, puesto que Terra está al borde de la muerte. Por su parte, Garland creó a los Genómidos – seres conscientes e inteligentes que carecen de alma – quienes más tarde se convertirían en recipientes para las almas de los terranos. La existencia del Árbol Iifa, el fenómeno de la niebla, la destrucción de la aldea de los invocadores e incluso el verdadero propósito de la existencia de Kuja y Yitán, fueron parte del proceso.
Enfurecido por los motivos de Garland, el grupo se bate en batalla con él. Sin embargo, Kuja ha obtenido las suficientes almas para alcanzar el estado de Trance, cuyo poder le permite derrotar a su creador, no sin antes de que este le advierta sobre su limitado tiempo de vida y que Yitán fue creado para reemplazarlo cuando llegara ese momento.
Preso de la ira por esta revelación, Kuja destruye el mundo de Terra utilizando la magia Artema, mientras que el grupo rescata a los Genómidos y regresa al mundo de Gaia por medio de El Invencible.
A su regreso descubren que la niebla ha regresado y ahora envuelve todo el mundo. Asistidos por las fuerzas combinadas de Burmencia, Lindblum y Alexandria, en su mayoría de la gran flota aérea del Gran Duque Cid Faboule IX y del Red rose de Beatrix, el grupo se dirige hacia el Árbol Iifa, donde son teletransportados a una misteriosa localización llamado Lugar de los recuerdos. En este lugar, el espíritu de Garland los conduce hasta Kuja. Cuando este es finalmente derrotado, utiliza la magia Artema para destruir el Cristal, la fuente de toda vida y produciendo en consecuencia la aparición de la "Tiniebla Eterna", la cual quiere destruir toda existencia así volver a la nada donde nada sea creado, ni siquiera el Mundo Cristalino. Tras la derrota de Tiniebla Eterna, tanto el lugar de los recuerdos como el Árbol Iifa comienzan a colapsar. A pesar de que el grupo consigue escapar, Yitán decide quedarse para salvar a Kuja, y más tarde se asume que murió junto a Kuja en el colapso.
Algún tiempo después, el reino de Alexandria ha sido reconstruido y el grupo de Teatro de Tántalus se dispone a realizar una actuación para la reina Garnet ("Quiero ser tu Canario"). Durante la obra, uno de los personajes se desprende de su manto para revelarse como Yitán quien en las escenas finales comparte un cálido abrazo con Garnet.
Otras escenas nos muestran que otros Magos Negros idénticos a Vivi han abierto los ojos (y también se da a entender de que este último ha muerto); Steiner y Beatrix regresaron a sus antiguos puestos como guardias reales; Eiko fue adoptada por el Gran Duque Cid y su esposa Hilda; Freija intenta recomenzar su vida con su antiguo amor, Sir Fratley; Finalmente, se nos muestra a Quina, quien ahora parece estar trabajando en la cocina del reino de Alexandria, curiosamente como en el inicio del juego.

## Mundo de Final Fantasy IX
En Final Fantasy IX, existen dos planetas: Gaia y Terra. La acción del juego se desarrolla mayoritariamente en Gaia.
Gaia está dividida en cuatro continentes: Continente de la Niebla, Continente Exterior, Continente Olvidado y Continente Aislado.
- Continente de la Niebla: Es el continente situado en el sureste del mapa. Aquí empieza el juego. Como su nombre indica, está cubierto de niebla proveniente del Árbol Iifa.
  - Alexandría: La ciudad donde empieza el juego. Es un reino rico y poderoso, reinado por la reina Brahne. Más tarde es reinado por la princesa Garnet.
  - Dalí: Pueblo pequeño, situado a la salida de la gruta helada donde ya se ha derrotado Vals el Negro 1. En esta aldea fabrican los Magos Negros que Kuja le da a la reina de Alexandría, y aquí es el enfrentamiento contra vals el negro 2, y a la salida de la aldea contra el último, vals el negro 3.
  - Lindblum: Es una ciudad Gobernada por el Gran Duque Cid Faboule IX. Lindblum es una ciudad dentro de las murallas de un castillo enorme, puesto que dentro de sus muros está ubicada toda la ciudad, incluyendo puertos aéreos para barcos voladores, en los que puede guardar toda su flota, la más poderosa de todo el continente. Es atacada por Brahne con la ayuda de los monstruos de Kuja y de las invocaciones que roba ella a Garnet, y su flota aérea es impotente, puesto que no recibe el apoyo de la invocación Lamú de Garnet. Luego Lindblum se reconstruye fácilmente gracias a la ayuda de la gente de la banda del Tantalus y a la de sus trabajadores habitantes.
  - Burmecia: La tierra natal de Freija. Está situada al norte de la Gruta de Gizamaluke, y ha sido invadida por Brahne. Los habitantes que han huido, se han refugiado en el pueblo cercano, Cleyra. El grupo conoce a Beatrix y a Kuja aquí, y con ello concluye el Disco 1.
  - Cleyra: Una aldea protegida por una barrera de arena activada gracias al poder de una gema ancestral. El ejército de Alexandria consigue destruir la barrera y robar la piedra ancestral. Tras la lucha con Beatrix, la reina Brahne la destruye utilizando la invocación de Odín.
  - Pantano de los Qu: Es la "ciudad" donde habitan los Qu como Quina conocidos como los grandes cocineros del mundo, a los cuales les encanta probar la comida de todo el mundo
  - Bosque de Chocobos: Un bosque donde habitan los Chocobos (Unas carismáticas aves domesticadas de plumaje amarillo amaestradas para el transporte Final Fantasy), en el bosque se puede jugar a buscar tesoros montados en el chocobito.
  - Treno:Es la ciudad de la nobleza. Siempre es de noche, y se organizan subastas en casa de un tal King, que luego resulta ser el mismo Kuja. A través de la torre del Profesor Toto, hay un pasaje que conecta Treno con Alexandria. En el disco 3, se organiza una competición de cartas.
- Continente Exterior: Es el continente situado al noreste del mapamundi. Cuenta con un desierto, un bosque enorme donde viven los magos negros que se oponen a Kuja, un pueblo de trolls y el pueblo de los invocadores. También está el Árbol Iifa, un árbol que envía niebla a través de sus raíces al Continente de la Niebla para que Kuja pueda fabricar magos negros. Está comunicado al Continente de la Niebla por un pasaje subterráneo conocido como Pasaje de los Fósiles.
  - Conde Petie: El pueblo de trolls. Son religiosos, y tienen una forma muy peculiar de saludarse (Trulalá). Cuenta con un Monte por el que se puede cruza hasta Madain Sari o al Árbol Iifa.
  - Aldea de los Magos Negros: Pueblo escondido en un gran bosque donde viven los magos negros que no quieren servir a Kuja. Viven aislados, pero durante el disco 3, Kuja los engaña para que le ayuden con sus planes. Tras la victoria del grupo en el Volcán Gulug, los magos negros regresan a la aldea.
  - Madain Sari: El pueblo de los invocadores. Hace años fue arrasado por el Invencible. Garnet y Eiko son las únicas supervivientes de este pueblo. Ahora solo vive Eiko y sus moguris.
  - Árbol Iifa: Es la Tierra Sagrada para los de Conde Petie, pero en realidad es un árbol que se encarga de enviar la niebla a otro continente por orden de Kuja. Cuando el grupo vence a Onodrim, desaparece la niebla.
  - Palacio del Desierto: La guarida subterránea de Kuja. El grupo queda atrapado aquí en el Disco 3, pero tras la marcha de Yitán y sus compañeros a Oeilvert, el grupo que se queda consigue escapar de las celdas y llegar hasta la habitación de Kuja.
  - Templo de la Tierra: Templo que esconde el secreto para romper la barrera entre Gaia y Terra. És visitado por Yitán y Quina en el Disco 3, justo antes de viajar a Terra.
- Continente Olvidado: Continente situado en el oeste del mapa. Es alargado, con muchas montañas y sin playas. No se sabe mucho sobre él.
  - Oeilvert: Ciudad en ruinas que esconde gran cantidad de información sobre Terra y los barcos voladores. Tiene una barrera mágica, y aquí se encuentra la Piedra Gulug, protegida por el espíritu de invocación Ark.
  - Templo del Viento: Templo situado al sur de Oeilvert. Al igual que el de la Tierra, esconde el secreto para romper la barrera entre Gaia y Terra. Lo visitan Vivi y Steiner.
  - Antiguo Castillo de Ipsen: Castillo visitado por el aventurero Ipsen, que esconde los espejos necesarios para colocarlos en los Templos correspondientes. Aquí dentro las cosas funcionan al revés, es decir, las armas más flojas son las más dañinas.
  - Templo del Agua: Templo situado en el golfo al oeste del Castillo de Ipsen. Esconde el secreto para romper la barrera entre Gaia y Terra. Lo visitan Eiko y Garnet.

- Continente Aislado: Continente situado al norte del Continente Olvidado. Está helado y no hay ciudades, salvo un pequeño santuario, Est Gaza.
  - Est Gaza: Santuario situado al suroeste del continente. Tiene un mirador desde el que se puede ver la Isla de los Resplandores, la entrada a Terra. A la derecha del mirador está la entrada al Volcán Gulug.
  - Volcán Gulug: Volcán inactivo. Estaba habitado por gente conocida como los topos, pero ahora no vive nadie. Tras la lucha con Meltigéminis en el Disco 3, el grupo libera a Hilda, la esposa de Cid, que se encontraba cautiva.
  - Templo del Fuego: Templo situado en medio de la cordillera este del Continente. Lo visitan Amarant y Freija.
- Terra: Terra es el otro planeta, dónde viven los genómidos, recipientes sin alma y con cola. Yitán y Kuja provienen de este planeta. Se accede a Terra a través de la Isla de los Resplandores. Es un planeta de color rojo, con plataformas y algunas ciudades. El jefe de los genómidos es Garland.
  - Bran Bal: Ciudad de Terra donde viven la mayoría de genómidos. Aquí es dónde los fabrican.
  - Pandemónium: Es el castillo de Garland. Yitán es manipulado y encerrado aquí por Garland. Tras los ánimos de todos, Yitán consigue recuperarse y enfrentarse, en 3 batallas consecutivas, a * Argentus (Dragón de Kuja), a Garland y a Kuja, que entra en trance y destruye Terra. El grupo escapa por los pelos con los genómidos en el Invencible.

## Otras localizaciones
- Daguerreo: Ciudad situada en el archipiélago al sur del Continente Olvidado. En Daguerreo se encuentra una de las tres mejores orfebrerías del juego, y en el centro de esta ciudad se puede encontrar una pared con la escultura de Leviatan, la cual permite obtener aguamarinas, gemas que permiten invocar a leviatan, tras introducir ahí cuatro gemas en bruto.
- Jardín Flotante de los Chocobos: Lugar al que solo puede llegar un chocobo Dorado. El Jardín viaja de un sitio a otro, siendo posible un total de 6 localizaciones, descritas en los chocofragmentos. Cuando lo encuentres por primera vez, ya aparecerá localizado en el mapa como un punto blanco, al igual que cualquier ciudad. Aquí se encuentra Ozma, el jefe más difícil del juego.
- Central Mogured: Sede de los moguris donde se reciben y se envían cartas a todos los moguris del mundo. Permanece inactiva porque el moguri Artemito gasta un Aceite especial (aceite de tersura de Rubí), pero se puede reactivar en el Disco 4, tras volver de Terra.
- Paraíso de los Chocobos: Lugar donde vive Chocogordo y algunos chocobos. Está en la esquina noroeste del mapa, y solo se puede llegar usando la Pimienta Letal.
- Isla de los Resplandores: Isla situada entre los continentes Olvidado y Aislado. Es una isla gélida, pero en realidad es la conexión que hay entre Gaia y Terra. El grupo viaja a Terra a través de esta isla. En el Disco 4 del juego se puede encontrar ahí el Arma Artema, el arma más poderosa de Yitán y la segunda más poderosa del juego después de la Excalibur II.
- Lugar de los recuerdos: Lugar creado por los recuerdos de los personajes. Los protagonistas son guiados por la voz de Garland hasta el Mundo Cristalino, donde se encuentra Kuja en trance. Cabe destacar que ahí el grupo se vuelve a enfrentar por segunda vez a los Caos, Malilith, antes derrotado por Amarant y Freija en el templo del fuego, Kraken, antes derrotado por Eiko y Garnet en el templo del agua, Tiamant, antes derrotado por Vivi y Steiner en el templo del viento, y Lich, antes derrotado por Yitan y Quina en el templo de la tierra. Otro jefe importante de la zona es Hades que reside al lado de la catarata donde Quina tiene su secuencia, y que tras vencerle te dará acceso a la mejor orfebrería de todo el juego.
- Mundo Cristalino: Sitio donde habitan los Caos de cristal. Al final del camino está Kuja en trance, y tras vencerle, el grupo se enfrenta a la Tiniebla Eterna, un ser que quiere destruir absolutamente todo, para "que todo vuelva a la nada, donde nada pueda ser creado, ni el Mundo Cristalino" (Palabras de Tiniebla Eterna). Es la última batalla del juego.

## Gráficos
Técnicamente, Final Fantasy IX presenta unos gráficos cercanos al límite de la PlayStation. Tal calidad permite la creación de un magnífico mundo virtual con una obsesión por los detalles que permite que el jugador se sumerja aún más en el universo del juego.
Los personajes están diseñados con el estilo Super deformed, es decir, no se respetan las proporciones del cuerpo humano para conseguir un efecto de dibujo animado sin recurrir al cel shading. Las animaciones de estos modelos alcanzan un nivel muy alto de detalle y permiten realzar uno de los puntos más importantes de la saga: la personalidad de los personajes, mediante gestos y expresiones.
Los escenarios del juego son Prerenderizados (dibujados a mano por un experto y después implantados como imágenes digitales en el motor del juego). El mapa del mundo y las batallas se desarrollan totalmente en 3D.
Las secuencias cinemáticas alcanzan en esta entrega una calidad muy alta y cobran una especial importancia, apareciendo en más momentos del juego para mejorar la ambientación.

## Sistema de Juego
En Final Fantasy IX se vuelve a utilizar el denominado sistema de profesiones clásico, por el que cada miembro del grupo se desenvuelve en una labor específica: Así tenemos a un ladrón: Yitán, a un mago negro: Vivi, a un caballero: Steiner, a una invocadora/Maga blanca: Garnet, a una maga azul, Quina, a una guerrera dragontina: Freija, a una Maga blanca/invocadora: Eiko, y por último a un monje guerrero: Amarant. Se vuelve a emplear el control sobre 4 personajes simultáneamente durante la batalla, rememorando los 6 primeros juegos de la saga, aunque en la cuarta entrega se manejan 5.
Cada uno de los personajes posee habilidades distintas que podrá ir aprendiendo a medida que se consigan determinadas armas/armaduras/accesorios y se los utilice en los combates. Cabe destacar que a diferencia de otras entregas del juego en las que se podían intercambiar profesiones y habilidades. Aquí cada personaje tiene habilidades y profesiones fijas.
Las batallas se ejecutan bajo el motor "ATB", es decir, cada personaje posee una barra indicadora de tiempo de reutilización que cuando se llena da la oportunidad de realizar cualquiera de los comandos a tu disposición. Estos comandos son normalmente: atacar, objeto, una habilidad de menú especial como ser magia negra de Vivi, robar de Yitán o magia blanca de Eiko, y finalmente habilidades especiales de cada personaje como pueden ser acumular de Vivi o habilidades de ladrón como el menú "Artimaña" que da acceso a distintas habilidades de Yitán, también existe un sistema de bonificación por daños recibidos denominado Trance, con esto conseguimos distintos efectos potenciadores dependiendo del personaje. Una barra roja debajo de la barra ATB indica la carga del trance, el personaje accede a ese estado automáticamente cuando la barra se colma (ir a sección de trances de Final Fantasy IX).
Además, en las batallas hay opción de poder jugar de a dos jugadores, escogiendo en el menú qué personajes maneja el mando 1 y cuáles el mando 2.

### Invocaciones
Las invocaciones clásicas de la saga son llamados aquí Eidolons. Solo pueden ser invocados por Garnet y Eiko, cada una invoca a sus propios Eidolons:

#### Invocaciones de Garnet
Princesa de Alexandria cuyo auténtico nombre es Sara
Artículo principal: Garnet Til Alexandros XVII
- Lamú: Ataque elemento Trueno. Su poder aumenta teniendo más Olivino.
- Shiva: Ataque elemento Hielo. Su poder aumenta teniendo más Ópalo.
- Ifrit: Ataque elemento Fuego. Su poder aumenta teniendo más Topacio.
- Átomo: Ataque tipo Gravedad, que reduce 1/2 la vitalidad del enemigo.
- Odín: Causa muerte con cierta probabilidad de acierto. Se aprende utilizando Materia Negra, pero si Garnet aprendió Activar Odín, lo cual logras gracias al accesorio "Aroma del Ayer", en caso de que Odín no cause la muerte hará un daño elemental de aire causando grandes daños a todos los enemigos.
- Leviatán: Ataque elemental de agua. Su poder aumenta teniendo más Aguamarinas.
- Bahamut: Ataque no elemental que traspasa la defensa del enemigo. Su poder aumenta teniendo más Granates.
- Ark: Ataque elemental Sombra. Causa un daño de 9999 puntos en niveles altos, por lo que es el más poderoso de todos los Espíritus de invocación. Tiene la peculiaridad de que la animación de su invocación es muy extensa, al igual que la de Edén en Final Fantasy VIII.

#### Invocaciones de Eiko
Artículo principal: Eiko
- Fenril: Ataque elemental de tierra en condiciones normales o de aire llevando equipado Rezo de Niña. Su poder aumenta teniendo más Zafiros.
- Rubí: Espejo a los aliados en condiciones normales, Prisa equipando Esmeralda, Invisibilidad con Diamante equipado, Revitalia con Piedra Lunar equipada.
- Fénix: Ataque elemental de fuego y resurrección de los aliados caídos. Su poder aumenta teniendo más Alas de Fénix, y entre más poseas, más posibilidad habrá de que aparezca automáticamente Fénix para revivir a todos, al morir todo el grupo.
- Madine: Ataque elemento Sacro (Sagrado). Es el eidolon más poderoso de Eiko. Este Eidolon se consigue en el Volcán Gulug siguiendo la historia principal.

Anexo:Habilidades de Final Fantasy IX
- Las "STAs" Significaron una novedad en la saga. Durante el desarrollo de los eventos de juego, era posible conocer eventos que acontecían al mismo tiempo de la escena que estábamos observando. Para ello, en una esquina de la pantalla aparecía una advertencia indicando presionar el botón "Select", de modo que se abre un submenú donde podíamos escoger observar otros sucesos en alguna parte del mundo.

## Un homenaje a los clásicos
Final Fantasy IX vuelve en muchos aspectos a lo visto en los antiguos capítulos de la saga, desde aspectos puramente argumentales a otros más importantes de tipo jugable.
Los personajes vuelven a tener roles estrictos y con base en una clase concreta, tal como en los primeros juegos. Los 7 personajes corresponden a las míticas clases de Mago Blanco, Invocador, Paladín, Mago Negro, Mago Rojo, Dragontino, Ninja/Monje y Ladrón y, de hecho, el diseño de muchos de los personajes está directamente basado en los antiguos diseños de Amano, así como también algunas ideas argumentales como el cuerno de invocación.
El equilibrio del combate vuelve a lo visto en los Final Fantasy más clásicos, y ahora también podremos llevar cuatro personajes. El equipamiento y los objetos también están basados en los antiguos, por ejemplo otra vez cambia el efecto de los remedios entre batalla y menú.
El juego también incorpora numerosos homenajes argumentales, así pues muchas escenas y búsquedas están directamente basadas en los juegos anteriores:
- Los volcanes Gurgu de Final Fantasy I y Gulug de Final Fantasy IX tienen nombres y piezas musicales muy similares.

- Hay enanos nuevamente, aunque esta vez no vivieran bajo tierra. Su saludo es el mismo.

- Toda la ambientación y usos de los barcos voladores. El Invencible recuerda al barco definitivo de FFIII.

- Los músicos del Prima Vista tocan el Rufus Welcoming de FFVII para animar al personal tras el accidente.

- El planeta Terra es el nombre de la protagonista de FFVI.

- Los chocobos de colores han sido sacados de FFIII y FFV.

- EL traje de Garnet al escapar del castillo es el de las magas blancas de los FFIII y FFI

- Los cuatro Caos (Lich, Malilith, Kraken y Tiamat) son los protectores de los cristales en FFI. También luchas contra ellos al final del juego.

- Con el primer equipo que juegas (Garnet, Vivi, Steiner y Yitan), sus profesiones son las que aparecen a elegir en el FFI.

- Usando dos objetos obtenidos en la subasta de Treno, en el pueblo de los magos negros se toca una melodía, que es conocida en el momento que entras a la mansión de Doga en FFIII.

- El Pandemónium de Terra es muy similar al de Final Fantasy II, además de la música que ambienta esa parte del juego.

- La búsqueda de los cuatro templos y los cuatro guardianes elementales están extraídos directamente del argumento de FFV.

- La relación entre Eiko y Garnet está basada en la de Lenna y Faris en FFV.

- La mazmorra en la que las armas más débiles hacen más daño esta inevitablemente basada en la del elfo oscuro de FFIV.

- El final del juego es también un homenaje a los clásicos. La voz en off explicando lo pasado está basada en FFV, mientras que la coronación y la reunión de amigos en el de FFIV.

- Los cristales vuelven a aparecer, aunque esta vez en forma de fragmentos que llevan algunos personajes. Además el mundo cristalino como origen de los recuerdos y la vida es un homenaje claro al papel de los cristales en las cinco primeras entregas.

- La subasta está basada en la vista en FFVI.

- La mazmorra final del juego es una mezcla entre lo visto en FFIV y FFV. La idea de pasar por todas las localizaciones del juego así como los símbolos transportadores vienen de FFV. Por el contrario el mundo cristalino recuerda ampliamente a la última fase de cristal en FFIV (aunque en FFV también existiera algo parecido donde salen enemigos que solo dan pH).

- El enemigo final del juego que te encuentras en la última mazmorra tiene el mismo discurso que el de Zeromus en FFIV tras ser derrotado.

- La idea del segundo mundo y de los extraterrestres aguardando es una extensión y refinación de la mitología de FFIV.

- El juego incorpora numerosos guiños de nombres y personajes. Así vuelve a salir la princesa Hilda de FFII, también Garland de FFI, los 4 elementales de FFI, muchos enemigos y objetos, cartas, magias, equipo, los mogs, invocaciones, etc.

- En una de las armerías si se dialoga con una espada de grandes dimensiones Yitan hace referencia a Cloud diciendo que esa espada le recordaba a un personaje rubio con pelo puntiagudo.

- El villano resulta ser el hermano del protagonista como en FF IV.

- Cuando vas en busca de Lamú con Garnet, y tienes que juntar y ordenar la historia de un héroe llamado Josef que dejó huérfana a su hija y se sacrificó por sus compañeros, hace una obvia referencia a la historia del FF II, cuando Josef, un personaje secundario, se sacrifica para salvar a los protagonistas.

- Madain Sari tiene bastantes similitudes con Mist, de FFIV. Ambos fueron pueblos de invocadores que fueron destruidos porque sus habitantes suponían un gran peligro en potencia, y en ambos casos uno de los supervivientes fue una niña que perdió a su madre (Garnet, en el caso de Madain Sari, y Rydia, en el caso de Mist) y que se termina uniendo al protagonista.

- Una de las frases de yitan "Ninguna nube o tempestad nos detendrá" ("No cloud, nor squall shall hinder us") hace una clara referencia a sus antecesores de las dos últimas entregas FFVII y FFVIII.

- En el castillo de Kuja hay tres estatuas que son un guiño al Triple Triad de FF VI.

- En uno de los pueblos, hay un hombre llamado Locke.

- Los 9 soldados pluto son un guiño a los protagonistas varones de los Final Fantasy que había hasta el momento.

- La "novia" del soldado pluto que hace referencia a Cloud, cita a Aerith de FFVII ("Él no es precisamente el señor personalidad").

- El Moguri que acompaña a Eiko se llama Mogu, como el moguri jugable de FFVI. La diferencia es que este es hembra y el de FFVI es macho.

- Gilgamesh, de FFV, es referenciado dos veces: Él nombre de Jack Cuatro brazos es Gilgamesh, y al obtener la Excalibur 2 hay una nota del asistente de Gilgamesh, también mencionando la espada 'Escalipoor'.

- En Daguerreo, el viejo que cambia el "Dedo Mágico" por la Excalibur habla de Gogo un personaje de FFVI.

- Las dos naves la Hildagarde 3 y El Invencible tienen un sistema de Piloto Automático igual al de la nave Lagunamov de FFVIII.

- La historia de Beatrix tiene muchos puntos en común con la de Cecil, el protagonista de FFIV. Ambos personajes son líderes militares de gran importancia que cometieron atrocidades en nombre de sus respectivos reyes, pero terminaron rebelándose contra ellos y buscaron enmendar sus acciones pasadas. Además Beatrix tiene habilidades en común con la clase Paladín, a la que Cecil pasa a pertenecer una vez cumple con su redención.

- La batalla final, tiene aspectos muy similares a la batalla final de FFV.

- La forma repentina de aparecer del último enemigo y su intención de destruir todo es una referencia a la nube de la oscuridad de FFIII.

- Cuando Kuja enfurece por enterarse de su mortalidad hace referencia a Zande de FFIII.

- La flota de barcos voladores es una referencia a la flota de Baronia de FFIV.

- El portal para entrar al lugar de los recuerdos es muy similar al portal para entrar a la grieta dimensional en FFV.

De hecho el propio argumento no deja de ser en todo momento una extensión de lo visto en los Final Fantasy hasta el VI, aunque si tenga muchas cosas originales, sobre todo en cuanto a los personajes y escenas.

## Música
Final Fantasy IX tiene una banda sonora con más de cien piezas compuestas por el compositor de Squaresoft Nobuo Uematsu, el cual recuperó melodías de los capítulos más clásicos de la saga y creó otras totalmente nuevas. El tema principal del juego es "Melodies of Life".
En honor a ese estilo de recuperación de momentos especiales de la saga, se incluye una versión de la introducción de Final Fantasy VII, con el título de Crystal World.
La Banda sonora de Final Fantasy IX, tiene un total de 172 canciones, recopilados en 4 OST del juego:
- FINAL FANTASY IX Original Soundtrack (incluye la música de los 4 discos del Juego)
- FINAL FANTASY IX Uematsu's Best Selection
- FINAL FANTASY IX Original Soundtrack PLUS
- Piano Collections FINAL FANTASY IX
- Melodies of Life (Sencillo y Tema oficial de Final Fantasy IX por Emiko Shiratori y Nobuo Uematsu)

Todas las canciones del Final Fantasy IX han sido compuestas por Nobuo Uematsu que ya antes trabajó en las melodías y canciones de los anteriores Final Fantasy, conocido por crear las melodías de los anteriores al Final Fantasy VIII con solo un piano eléctrico u órgano.

### Álbumes oficiales
| Año  | Álbum                                     | Información adicional                   |
| ---- | ----------------------------------------- | --------------------------------------- |
| 2000 | FINAL FANTASY IX Original Soundtrack      | Versión original del juego              |
| 2000 | FINAL FANTASY IX Uematsu's Best Selection | Versión arreglada                       |
| 2000 | FINAL FANTASY IX Original Soundtrack PLUS | Complemento de la banda sonora original |
| 2001 | Piano Collections FINAL FANTASY IX        | Versión arreglada en piano              |

## Personajes principales
- Yitán Tribal: Un ladrón muy joven, perteneciente al grupo de teatro Tantalus. Es el protagonista, y es un chico simpático y mujeriego. Posee una larga cola, y lucha con dagas o con espadas dobles. Domina el ataque cuerpo a cuerpo y habilidades de robar/artimañas
- Princesa Garnet Til Von Alexandros XVII a la que más tarde se le pone el pseudónimo Daga.: Princesa de Alexandria. Huye con Yitán al principio del juego, mientras intentaba secuestrarla, y éste enseguida se enamora de ella. Domina la magia blanca y la magia de invocación, siendo más experta en esta última (justo al contrario que Eiko)
- Vivi Ornitier: Es un pequeño mago negro, un poco tímido e inseguro, pero rebosante de carisma. Domina la magia negra.
- Freija Crescent: Guerrera dragontina, vieja amiga de Yitán. Se reencuentran en Lindblum. Domina la habilidad del salto para atacar con su lanza y la magia dragontina.
- Adalbert Steiner: Soldado y guardaespaldas de Garnet. Es sobreprotector, y muy testarudo. Odia a Yitán por haber secuestrado a la princesa. Domina el ataque cuerpo a cuerpo, habilidades de esgrima y es capaz de combinar su acero con la magia de Vivi para hacer daño mágico.
- Eiko Carol: Una niña invocadora que vive en Madain Sari con sus amigos los moguris. Se termina enamorando de Yitán. Domina la magia blanca y la magia de invocación, siendo más experta en la primera (justo al contrario que Garnet)
- Amarant Coral: Un personaje misterioso que viaja por el mundo en busca de poderosos contrincantes para luchar. Domina el ataque cuerpo a cuerpo, técnicas arcanas y es capaz de arrojar armas para causar daño.
- Quina Quen: Es una Qu; extraños seres de los pantanos que se alimentan de ranas. Se va con Yitán para alcanzar la "Gastronomía Trascendental". Domina la Magia Azul, que consiste en técnicas que aprende de los enemigos al engullirlos.

## Personajes de uso temporal
- Beatrix: General de Alexandria. Su gran fuerza le ha hecho famosa y respetada en el continente. Al principio del juego esta del bando de Brahne, pero se da cuenta de su error y pasa a ayudar a Garnet y sus amigos.

- Blank

- Cinna

- Marcus

## Villanos principales
- Kuja: Principal antagonista. Es el vendedor de armas de Brahne, a la cual está manipulando, y a quien proporciona los magos negros. Su pasado esta estrechamente unido al de Yitán.
- Brahne: Reina de Alexandria y madre adoptiva de Garnet. Tras la muerte de su marido cayó en una gran depresión, y ahora se dedica a atacar los reinos vecinos.
- Ozma (Opcional*): El enemigo más fuerte del juego; tiene un papel parecido al del Arma Esmeralda (Final Fantasy VII) o Arma Omega (Final Fantasy VIII) en entregas anteriores al juego. Es una gran esfera mágica que aparece en el jardín de los chocobos.
- Ton y Son: Bufones y místicos de la corte de Alexandria. Siempre están del lado del mal, siguiendo al principio a Brahne y después a Kuja. Éste los termina fusionando con su magia.

## Otros personajes de interés
- Gran Duque Cid Faboule IX: Gobernante de Lindblum e ingeniero. Fue convertido en bicho Buri por su mujer, puesto que intento serle infiel.
- Garland (Creador de los genomidos): Poderoso hechicero de Terra. Es el creador de los genomidos, a los que piensa transmitir las almas de los habitante de Terra cuando su planeta domine Gaya.
- Sir Flatley: Gran guerrero burmeciano. Era la pareja de Freija, a la que dejó para marchar a la guerra. Cuando vuelven a encontrarse, tiene amnesia y no la recuerda.
- Mikoto: Pequeña genomida que guía por Terra a Yitan y los demás. Yitan se encariña con ella y pasa a quererla como a una hermana.
- Profesor Toto: Estudioso que en el pasado educó a Garnet, y que ahora vive en Treno. Es un buen aliado, y sabe mucho sobre los espíritus de invocación.
- Lani: Lani es una cazarrecompensas (como Amarant) contratada por la reina Brahne para recuperar el colgante que Garnet posee. Es una mujer de pelo castaño que empuña un hacha. Se encuentra en el pasaje de los fósiles y más tarde en Madain Sari.

## Recepción

### Ventas
Final Fantasy IX vendió más de 2,65 millones de copias en Japón para finales del año 2000, convirtiéndolo en el segundo juego más vendido del año en el país nipón. Aunque fue #1 en ventas en Japón y Estados Unidos, FFIX no alcanzó el número de copias vendidas de sus dos predecesores Para el 31 de marzo de 2003, el juego había vendido 5,08 millones a nivel mundial. Además fue elegido como el vigésimo cuarto mejor juego de todos los tiempos por los lectores de la revista Famitsu.

### Críticas
Final Fantasy IX fue aclamado por la crítica tanto en Japón como en EE. UU. En Metacritic recibió una puntuación de 94%, el puntaje más alto recibido por un juego de la saga en este sitio web. En GameRankings recibió una puntuación de 93%, solo por detrás de Final Fantasy VI para Super Nintendo.
Entre las reseñas, se resaltan los gráficos y los elementos nostálgicos del juego. Los críticos señalaron la solidez del juego en su trama, el desarrollo de los personajes y las representaciones visuales. GameSpot señaló que la curva de aprendizaje es muy comprensible, y que el sistema de habilidades no es tan complicado como lo es en FF7 o FF8. Cada personaje posee habilidades únicas, lo que impide que se desarrolle un personaje por encima de los demás. GameSpot describe el sistema de batalla como de «naturaleza táctica» y señala que el grupo de cuatro permite más interacción entre jugadores y enemigos. Sin embargo IGN deplora el ritmo de combate lento y los combates repetitivos, describiendo esto como algo «agravante», finalmente RPGFan critica el sistema de trance de ineficiente, ya que la barra medidora es lenta e impredecible, haciendo que los personajes entren en trance justo antes de que el enemigo muera.